# Közepes földipinty
A közepes földipinty (Geospiza fortis) a madarak (Aves) osztályának verébalakúak (Passeriformes) rendjébe, ezen belül a tangarafélék (Thraupidae) családjába tartozó faj.

## Rendszerezés
A besorolása vitatott, egyes rendszerezők a sármányfélék (Emberizidae) családjába sorolják.

## Előfordulása
Ecuadorhoz tartozó Galápagos-szigeteken honos. A természetes élőhelye trópusi és szubtrópusi száraz erdők, valamint szántok és legelők.

## Megjelenése
Testhossza 10-15 centiméter, átlagos testtömege 22,05 gramm. A közepes földipintynek nagy és erős csőre van, a magok feltöréséhez alkalmas.

## Életmódja
A közepes földipinty territoriális madár. Tápláléka magok és rügyek. Táplálékát a növényzetben vagy a talajon keresi.

## Szaporodása
A költési időszak az esőzésektől függ, többnyire január és május között van. A fészekalj 1-5, többnyire 3 halvány színű, barna pettyes tojásból áll. A kotlás 12 napig tart és csak a tojó végzi, de a hím ellátja táplálékkal. A fiókákat mindkét szülő eteti. A fiatal madarak 13-15 nap múlva repülnek ki.

## Rokon fajok
A közepes földipinty közeli rokonságban áll, a Galápagos-szigetek többi pintyével.